# Thomas Dienst
Pas d'image ? Cliquez ici

a Compétitions nationales et continentales officielles uniquement.

b Matchs officiels uniquement.
Dernière mise à jour le 09/12/2022.
Thomas Dienst, né le 19 janvier 1987, est un joueur belge de rugby à XV qui évolue au poste de talonneur. 

## Biographie
Thomas Dienst est formé au Boitsfort RC. Ses performances lui permettent d'intégrer l'équipe de Belgique des moins de 18 ans, puis des moins de 20 ans. En 2006, à 19 ans, il décroche sa première sélection en équipe de Belgique sénior. A l'été 2007, il participe au match de gala entre l'équipe de Belgique officieuse (renforcée par des internationaux français comme Vincent Debaty ou Francis N'Tamack) et l'Argentine. Dans la foulée, il intègre le centre de formation du Lyon OU. 
Il reste deux saisons à Lyon, mais ne passe pas professionnel au sein du club. Il rejoint alors le Lille MR. Il va disputer près de 120 matchs de Fédérale 1 avec le club lillois, participant notamment à la montée obtenue en Pro D2 par le club, mais le Lille Métropole Rugby ne peut finalement monter. En parallèle du rugby, il travaille en tant qu'assistant en pédiatrie, réalisant sa formation à l'Université catholique de Louvain. 
En 2016, le club lillois est déclaré en faillite. Thomas Dienst rentre alors en Belgique, évoluant au Rugby Ottignies. Cela n'impacte pas sa présence en équipe de Belgique, puisqu'il joue 16 matchs internationaux durant cette période. 
En 2019, il revient en France rejoignant le Stade blayais en Fédérale 3. Après une bonne saison, il est contacté par le RC Bassin d'Arcachon en Fédérale 1, mais choisit de rester en Fédérale 3 en rejoignant le Léognan rugby, lui permettant de mieux concilier vie professionnelle, familiale et rugbystique. En 2022, il retrouve la sélection nationale à l'occasion de trois rencontres, puis rentre en Belgique pour la saison suivante, rejoignant son ancien club d'Ottignies.

## Statistiques

### En sélection
| Année | Compétition      | Matchs | Points | Essais | Transf. | Drops | Pénal. |
| ----- | ---------------- | ------ | ------ | ------ | ------- | ----- | ------ |
| 2006  | ENC 1B 2006-2008 | 2      | 5      | 1      | -       | -     | -      |
| 2007  | ENC 1B 2006-2008 | 2      | -      | -      | -       | -     | -      |
| 2008  | ENC 1B 2006-2008 | 1      | -      | -      | -       | -     | -      |
| 2008  | ENC 1B 2008-2010 | 2      | -      | -      | -       | -     | -      |
| 2009  | ENC 1B 2008-2010 | 4      | -      | -      | -       | -     | -      |
| 2010  | ENC 1B 2008-2010 | 2      | -      | -      | -       | -     | -      |
| 2010  | Test             | 1      | -      | -      | -       | -     | -      |
| 2010  | ENC 1B 2010-2012 | 1      | -      | -      | -       | -     | -      |
| 2011  | ENC 1B 2010-2012 | 5      | 5      | 1      | -       | -     | -      |
| 2012  | ENC 1B 2010-2012 | 3      | 5      | 1      | -       | -     | -      |
| 2014  | ENC 1A 2012-2014 | 5      | -      | -      | -       | -     | -      |
| 2015  | ENC 1B 2014-2016 | 3      | -      | -      | -       | -     | -      |
| 2016  | ENC 1B 2014-2016 | 3      | -      | -      | -       | -     | -      |
| 2017  | REC 2017         | 6      | 5      | 1      | -       | -     | -      |
| 2017  | Test             | 2      | -      | -      | -       | -     | -      |
| 2018  | REC 2018         | 4      | -      | -      | -       | -     | -      |
| 2019  | REC 2019         | 5      | 10     | 2      | -       | -     | -      |
| 2019  | Test             | 1      | -      | -      | -       | -     | -      |
| 2020  | REC 2020         | 4      | 15     | 3      | -       | -     | -      |
| 2022  | RET 2021-2022    | 3      | 5      | 1      | -       | -     | -      |
| Total | Total            | 58     | 50     | 10     | -       | -     | -      |

| Essai | Adversaire | Lieu                                          | Compétition        | Date             | Résultat | Score |
| ----- | ---------- | --------------------------------------------- | ------------------ | ---------------- | -------- | ----- |
| 1     | Allemagne  | Fritz-Grunebaum-Sportpark (en), Heidelberg    | ENC 1B 2006-2008   | 18 novembre 2006 | Défaite  | 32-13 |
| 1     | Pologne    | Narodowy Stadion Rugby, Gdynia                | ENC 1B 2010-2012   | 12 mars 2011     | Défaite  | 28-21 |
| 1     | Pays-Bas   | Petit Heysel, Bruxelles                       | ENC 1B 2010-2012   | 25 février 2012  | Victoire | 58-3  |
| 1     | Portugal   | Petit Heysel, Bruxelles                       | REC 2017 (barrage) | 20 mai 2017      | Victoire | 29-18 |
| 1     | Allemagne  | Petit Heysel, Bruxelles                       | REC 2019           | 9 février 2019   | Victoire | 29-22 |
| 1     | Roumanie   | Petit Heysel, Bruxelles                       | REC 2019           | 17 mars 2019     | Défaite  | 17-43 |
| 2     | Russie     | Stade Fallon, Woluwe-Saint-Lambert            | REC 2020           | 8 février 2020   | Victoire | 38-12 |
| 1     | Espagne    | Stade Fallon, Woluwe-Saint-Lambert            | REC 2020           | 7 mars 2020      | Défaite  | 23-30 |
| 1     | Suisse     | Centre Sportif des Cherpines, Plan-les-Ouates | RET 2021-2022      | 12 mars 2022     | Défaite  | 22-18 |